# Rue Hippolyte-Pinson
La rue Hippolyte-Pinson est une voie de communication de la ville de Joinville-le-Pont.

## Situation et accès
La rue Hippolyte-Pinson est une des voies du quartier du centre de Joinville. Elle débute rue de Paris, à l’intersection avec le boulevard du Maréchal Leclerc.
La rue Hippolyte-Pinson se termine (côté pair) à la rue des Réservoirs (Saint-Maurice) et côté impairs à la rue Jean Jaurès. Elle est desservie par le bus 112.

## Origine du nom
L’avenue est baptisée d’après Hippolyte Pinson (1793-1881), menuisier, conseiller municipal de La Branche-du-Pont-de-Saint-Maur (1827-1831) puis de Joinville-le-Pont (nouveau nom de la commune, 1831-1834), adjoint au maire (1843-1870) et encore conseiller municipal (1870-1874).

## Historique
Le nom de la voie est attesté dans le recensement organisé au cours de l’année 1891. Il figure également dans le Manuel officiel des communes du département de la Seine, publié en 1906.

## Bâtiments remarquables et lieux de mémoire
Le tracé de la rue Hippolyte-Pinson est parallèle à l'avenue du Président John-Fitzgerald-Kennedy, laquelle se situe au-dessus du canal de Saint-Maur qui passe en sous-terrain.
La rue Hippolyte-Pinson dessert le bureau de poste de Joinville-Centre ainsi que, par une passerelle non dénommée traversant l'avenue du Président John-Fitzgerald-Kennedy, le collège Jean-Charcot, établissement public d’enseignement secondaire, et le marché d’alimentation bi-hebdomadaire de la place du 8-Mai 1945.
Un groupe d’immeubles collectifs, comprenant 255 logements et construit en 1973 par l’ancien Office public d’Habitations à loyer modéré de Joinville-le-Pont, est accessible depuis la rue. Il est dénommé « Hippolyte-Pinson. »

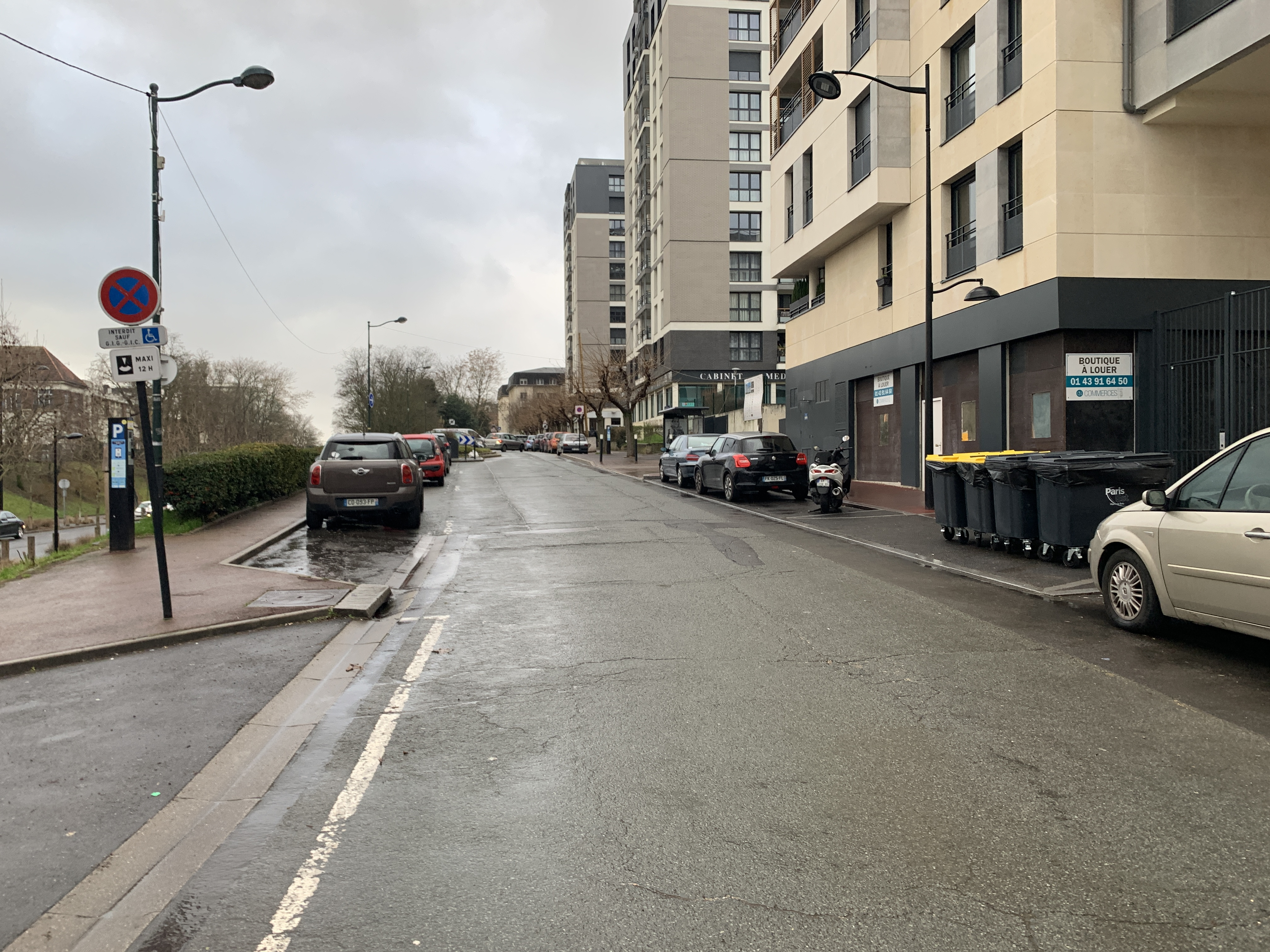
Vue de la rue Hippolyte-Pinson
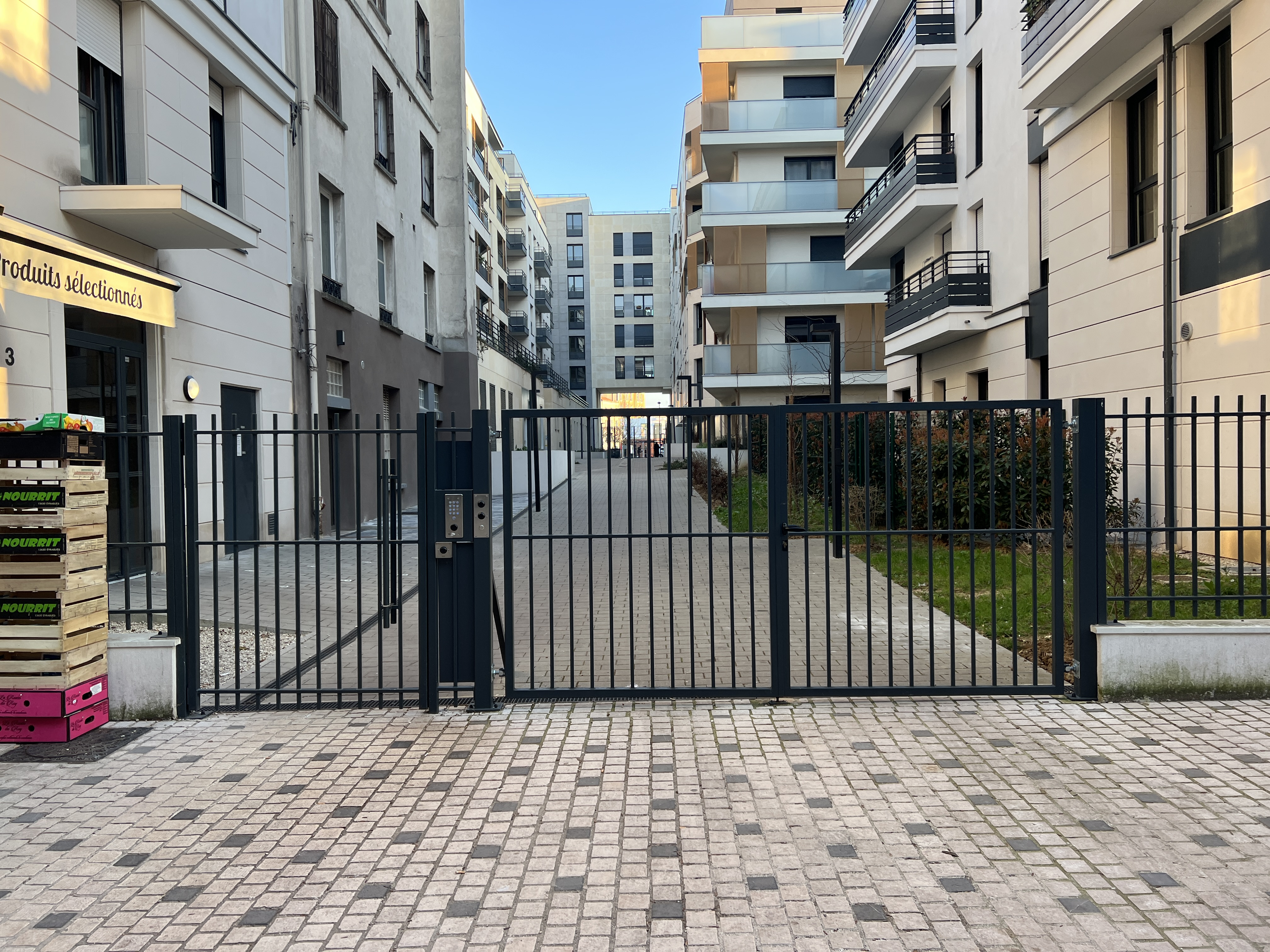
Vue de la rue Hippolyte-Pinson
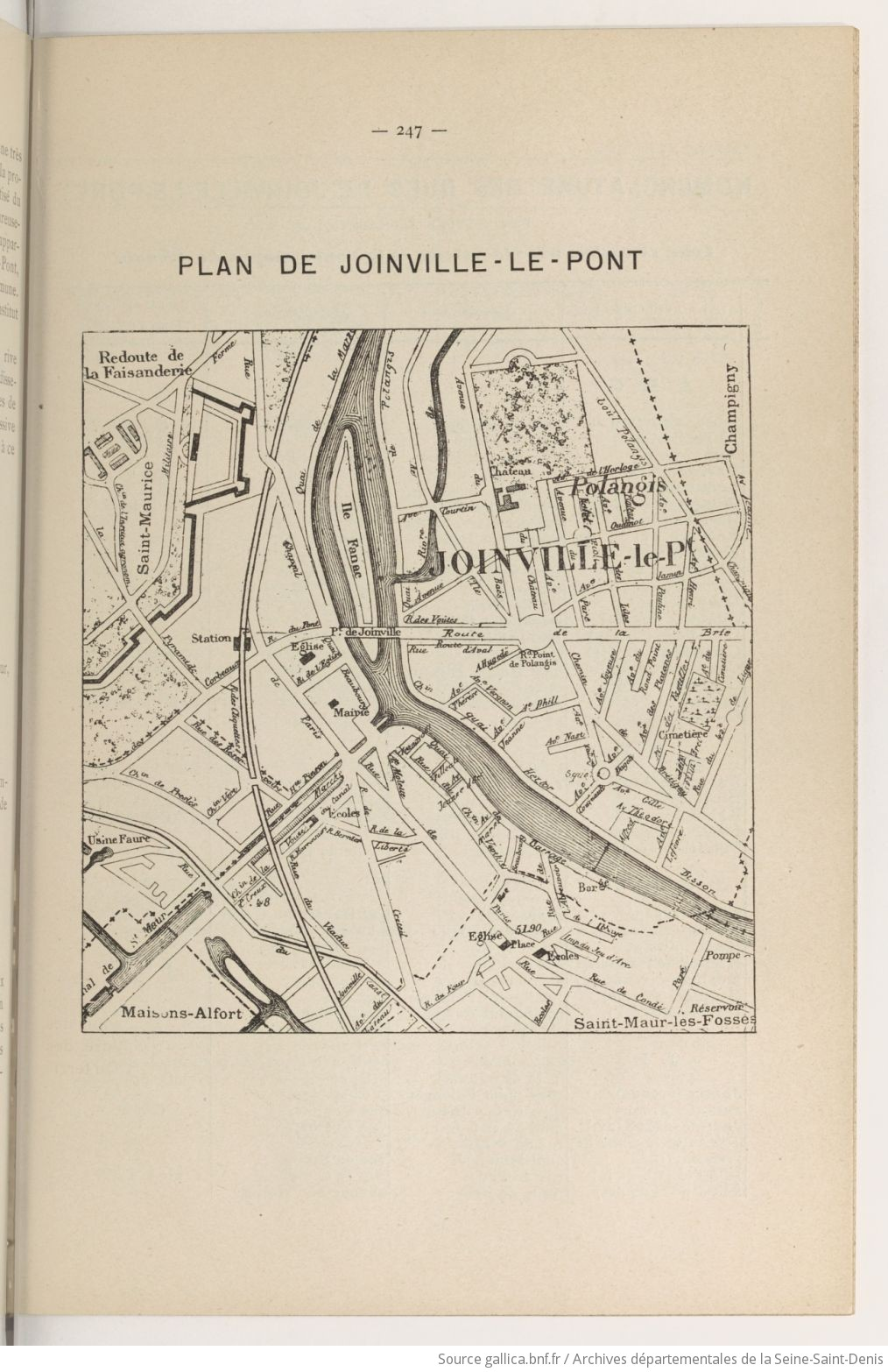
La rue Hippolyte-Pinson sur le plan de Joinville-le-Pont en 1906